# Rio Draşcu
O Rio Draşcu é um rio da Romênia, afluente do Cib, localizado no distrito de Alba.